# CASA C295
De CASA C295 is een tweemotorig transportvliegtuig voor de middellange afstand ontwikkeld door het Spaanse CASA dat inmiddels is opgegaan in Airbus Military. Het toestel wordt ook ingezet als maritiem patrouillevliegtuig en in de toekomst als AWACS-radarvliegtuig. De C295 werd gebaseerd op de Spaans-Indonesische Airtech CN-235 uit de jaren 1980, met een verlengde romp, krachtiger motoren en een 50% groter laadvermogen. Het wordt gebouwd in de fabriek in San Pablo, nabij Sevilla.
De C295 nam deel aan de Joint Cargo Aircraft-competitie van de Amerikaanse land- en luchtmacht, maar verloor hier van de Alenia G.222 die door de Amerikaanse C-27 Spartan werd gedesigneerd. De C295 is verder kandidaat in gelijkaardige competities in Australië, Canada en Peru.

## Gebruikers

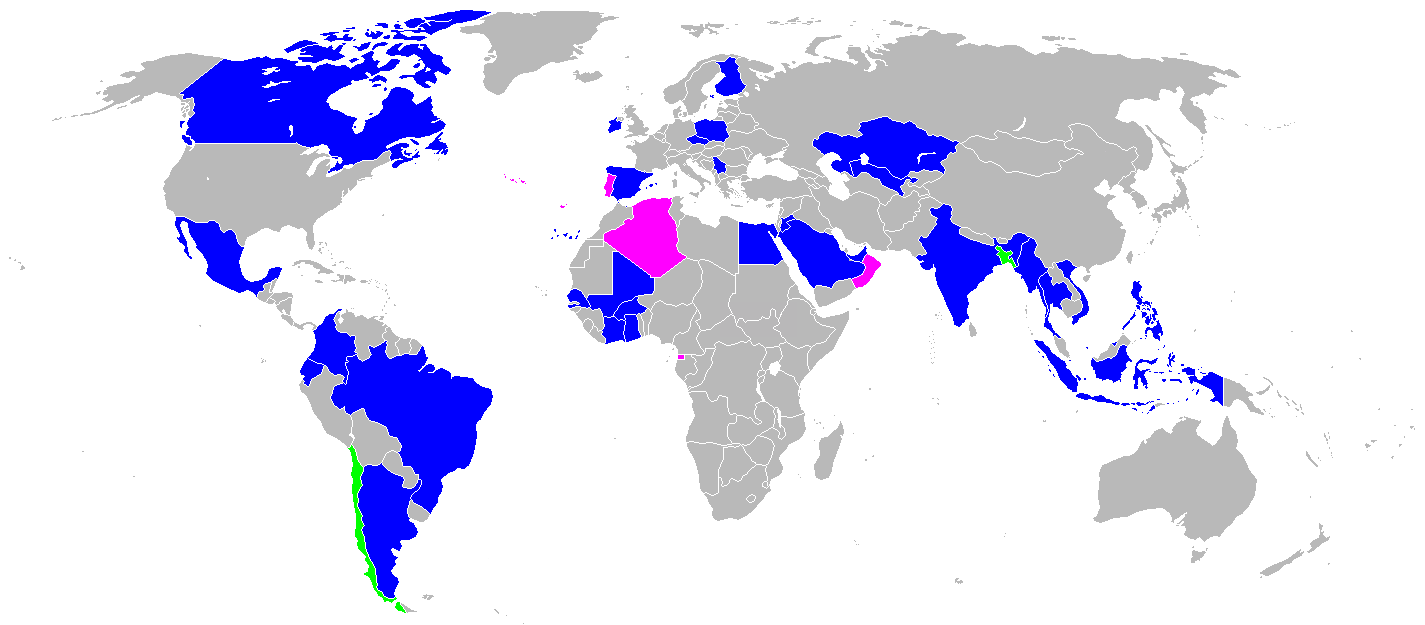
Gebruikers naar versie:
Transportversie
Patrouilleversie
Beide versies

| Land                         | Variant    | Aantal | Opmerking                                                       |
| ---------------------------- | ---------- | ------ | --------------------------------------------------------------- |
| Algerije                     |            | 5      | 6 eenheden gekocht in 2004, 1 neergestort in 2012               |
| Angola                       |            | -      | 2 eenheden besteld voor maritieme verkenning en 1 voor tranport |
| Bangladesh                   | C-295W     | 2      |                                                                 |
| Brazilië                     |            | 14     |                                                                 |
| Brunei                       |            | -      | 1 toestel besteld in december 2022                              |
| Burkina Faso                 |            | 1      |                                                                 |
| Canada                       | CC-295     | 4      | 16 eenheden besteld in 2016                                     |
| Chili                        | C-295 MPA  | 3      | Gebruikt door de Chileense marine                               |
| Colombia                     |            | 6      |                                                                 |
| Ecuador                      |            | 3      |                                                                 |
| Egypte                       |            | 22     |                                                                 |
| Filipijnen                   |            | 5      |                                                                 |
| Finland                      |            | 3      | 1 voor elektronische oorlogsvoering, 2 voor tranport            |
| Ghana                        |            | 2      |                                                                 |
| India                        | C-295W     | -      | 56 besteld voor de Indiase luchtmacht                           |
| Indonesië                    |            | 17     |                                                                 |
| Ierland                      | C-295 MPA  | 2      |                                                                 |
| Ivoorkust                    |            | 1      |                                                                 |
| Kazachstan                   |            | 8      |                                                                 |
| Mali                         | C-295W     | 2      |                                                                 |
| Mexico                       | C-295M     | 12     |                                                                 |
| Mexico                       | C-295W     | 2      |                                                                 |
| Oezbekistan                  | C-295W     | 4      |                                                                 |
| Oman                         |            | 8      |                                                                 |
| Polen                        |            | 16     |                                                                 |
| Portugal                     | C-295 MPA  | 5      |                                                                 |
| Portugal                     | C-295      | 6      |                                                                 |
| Senegal                      | C-295W     | 2      |                                                                 |
| Servië                       | C-295W     | -      | 2 eenheden besteld in 2021, levering wordt verwacht in 2023     |
| Spanje                       | C295/CN235 | 20     |                                                                 |
| Thailand                     | C-295W     | 2      |                                                                 |
| Tsjechië                     |            | 6      |                                                                 |
| Verenigde Arabische Emiraten | C-295W     | 5      |                                                                 |
| Vietnam                      |            | 3      |                                                                 |

## Ongevallen
Op 23 januari 2008 stortte een C295 van de Poolse luchtmacht neer bij het naderen van de luchtmachtbasis nabij Mirosławiec. Alle inzittenden, twintig in totaal onder wie hoge luchtmachtofficieren, kwamen daarbij om. Het ongeval gebeurde in slecht weer toen het vliegtuig onopgemerkt begon te hellen terwijl de piloten naar de landingsbaan zochten. De Poolse C295's werden na het ongeval een tijd aan de grond gehouden en vijf personeelsleden van de luchtmacht werden nadien ontslagen.

## Concurrerende vliegtuigen
- Antonov An-72
- Antonov An-74
- Alenia G.222 (C-27 Spartan)
- Antonov An-32
- Ilyushin Il-112
- Xian MA60